# Unionsakterna (1707)

Storbritanniens unionsflagga.

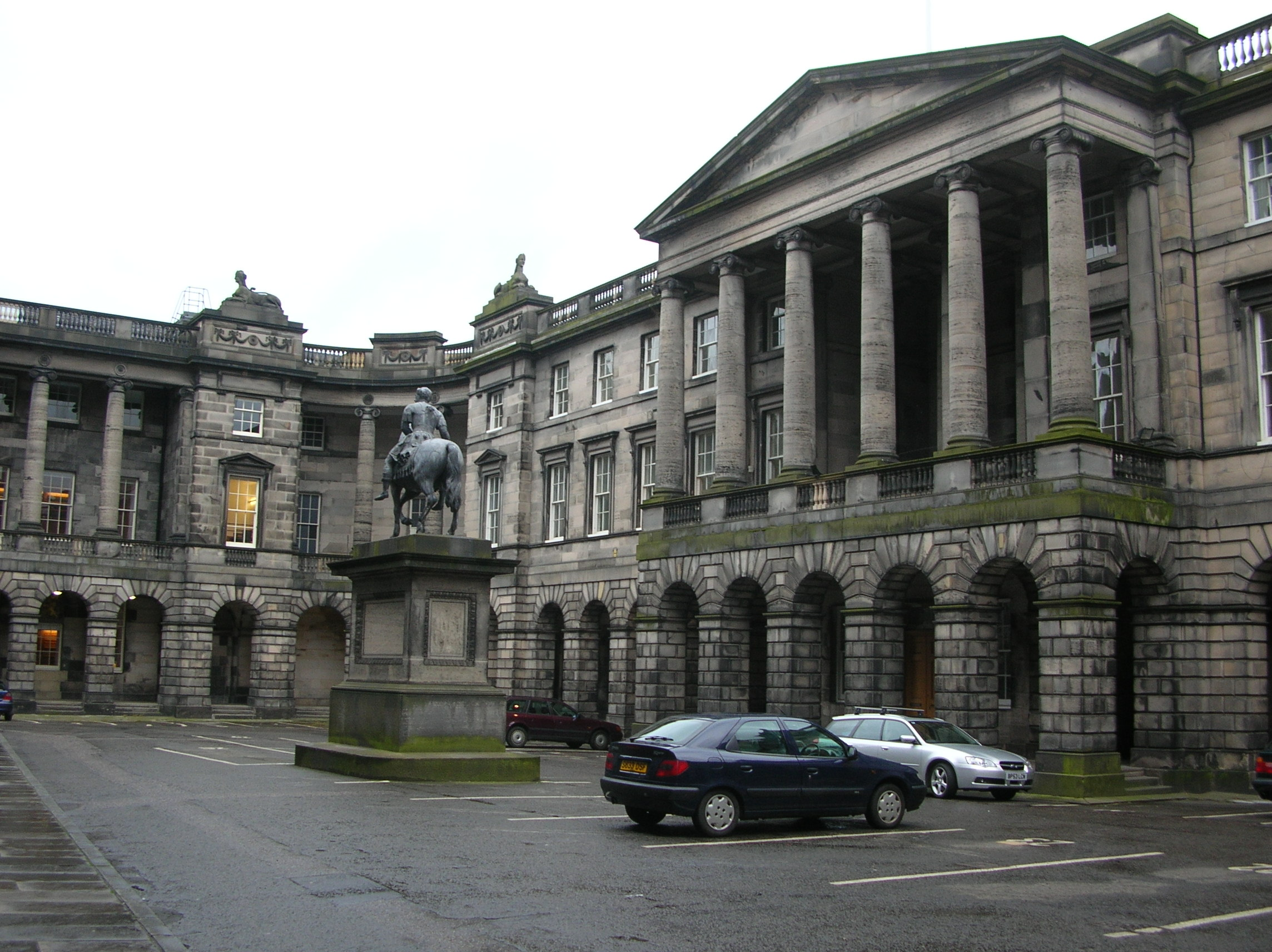
Parlamentshuset i Edinburgh, där Skottlands parlament hade sitt säte fram till 1707.

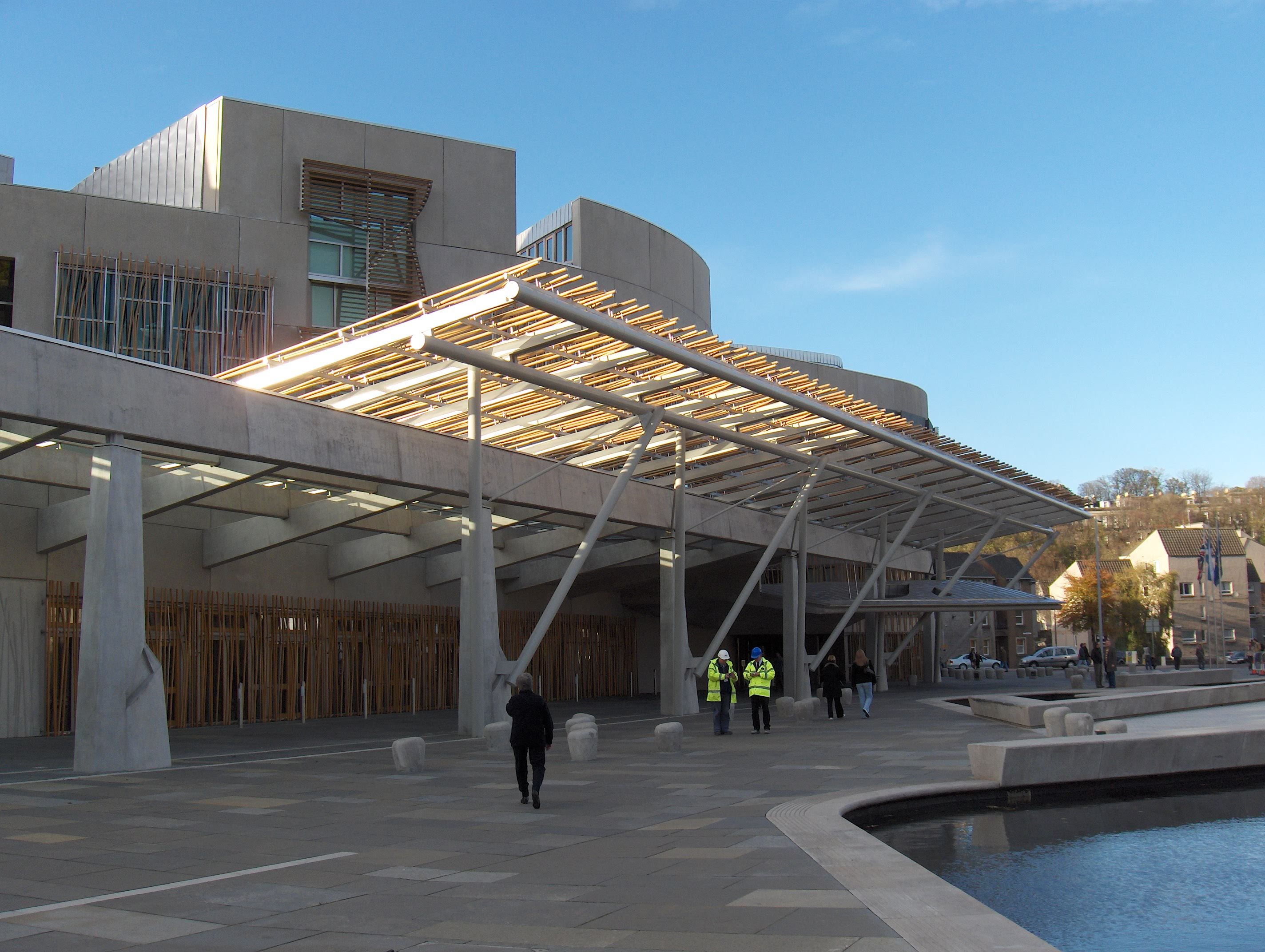
Skotska parlamentets byggnad i Edinburgh.

Unionsakterna refererar till de beslut som togs av kungarikena Englands och Skottlands respektive parlament 1706, 1707 och som skapade den nya statsbildningen  Kungariket Storbritannien. Lagarna genomförde det unionsfördrag som de bägge staterna ingått den 22 juli 1706. Besluten upphävde Englands parlament och Skottlands parlament och skapade istället Storbritanniens parlament, varför unionsakten även benämns som parlamentens union (Union of the Parliaments). Unionen ersatte också Anna Stuarts titlar som drottning av England och Skottland med den nya titeln drottning av Storbritannien. Då Irland inte blev en del av riket förrän 1801 förblev hon dock drottning av Irland.
Kungariket Storbritannien ersattes 1801 av det Förenade kungariket när man genom unionsakterna 1800 gick samman med Kungariket Irland.

## Historik
England och Skottland hade varit i personalunion och haft en gemensam monark sedan Jakob VI av Skottland blev kung av England efter drottning Elisabeth I:s död 1603, men de var fortsatt skilda stater. Under 1600-talet hade man vid tre tillfällen 1606, 1667, och 1689 försökt att förena de bägge staterna genom unionsakter i parlamenten utan att lyckas. Även om tanken på union var impopulär bland befolkningen i Skottland hade man 1707 lyckats få med sig det politiska etablissemanget som stod bakom beslutet.
Kungariket Storbritannien befann sig i en personalunion med Kungariket Irland, precis som England hade varit sedan 1541 då det av protestanter dominerade det irländska parlamentet utropade Henrik VIII av England till kung av Irland. Den konstutitionella utvecklingen under 1700-talet ledde till och kulminerade i att Storbritanniens och Irlands parlament år 1800 upplöste sig själva och ingick en ny parlamentens union genom unionsakterna  1800 och skapade istället det Förenade konungariket Storbritannien och Irlands Parlament. Storbritannien hade existerat som statsbildning från den 1 maj 1707, men den 1 januari 1801 ersattes det av den nya statsbildningen det Förenade konungariket Storbritannien och Irland. Även om den södra delen av ön Irland i mitten av 1900-talet uppnådde självständighet, är det fortfarande den statsbildning som upprättades 1801, det Förenade kungariket, som är i kraft på huvuddelen av dessa brittiska öar. 
Skottlands parlament upplöstes genom akten 1707, och Storbritanniens 1800, men dess tradition lever vidare genom det Förenade kungarikets parlament och genom den skotska representationen där. Sedan 1997 existerar det även en skotsk självstyrelse, där det Skotska parlamentet kan stifta egna regionala lagar.